# Да Силва, Аугусту Антониу Артур
Аугусту Антониу Артур да Силва (порт. Augusto António Artur da Silva; 1956, Бисау, Португальская Гвинея) — политический и государственный деятель Гвинеи-Бисау, который занимал пост премьер-министра страны (30 января 2018 — 16 апреля 2018), министр обороны (2009), министр образования, культуры, науки, молодежи и спорта (2009—2012), министр иностранных и международного сотрудничества Гвинеи-Бисау (2015—2016).

## Биография
Получил профессию специалиста в области рыбного хозяйства в Федеральном сельском университете Пернамбуку (UFRPE) в Бразилии. Продолжил учёбу в Университета Халла (Великобритания). Также получил высшее образование в области управления морскими делами в Школе управления морскими делами в Бордо (Франция). 
Вернувшись в страну, стал одним из первых профессионалов в стране в рыболовном секторе, в результате чего в 2016 году отвечал за 40% национальной экономики. В 1994—1999 годах работал министром рыболовства страны.
Член Африканской партии независимости Гвинеи и Кабо-Верде (ПАИГК).
С 2009 года возглавлял министерство обороны, начав программу военной демобилизации вооружённых сил Гвинеи-Бисау. Позже был министром образования, культуры, науки, молодежи и спорта.
В 2015—2016 годах работал министром иностранных дел и международного сотрудничества Гвинеи-Бисау.
С 30 января по 16 апреля 2018 года при президенте Жозе Мариу Ваше возглавлял правительство страны. Главной задачей нового премьер-министра стала организация новых парламентских выборов в стране, на фоне глубокого политического кризиса.